# Radziejowice (gromada)
Radziejowice – dawna gromada, czyli najmniejsza jednostka podziału terytorialnego Polskiej Rzeczypospolitej Ludowej w latach 1954–1972.
Gromady, z gromadzkimi radami narodowymi (GRN) jako organami władzy najniższego stopnia na wsi, funkcjonowały od reformy reorganizującej administrację wiejską przeprowadzonej jesienią 1954 do momentu ich zniesienia z dniem 1 stycznia 1973, tym samym wypierając organizację gminną w latach 1954–1972.
Gromadę Radziejowice z siedzibą GRN w Radziejowicach utworzono – jako jedną z 8759 gromad na obszarze Polski – w powiecie grodziskomazowieckim w woj. warszawskim, na mocy uchwały nr VI/10/4/54 WRN w Warszawie z dnia 5 października 1954. W skład jednostki weszły obszary dotychczasowych gromad Budy Nowe, Budy Mszczonowskie, Budy Stare, Krze Duże, Krze Małe, Kamionka, Radziejowice, Słabomierz, Tartak i Zbojska oraz parcela Adamów z dotychczasowej gromady Adamów ze zniesionej gminy Radziejowice, ponadto miejscowości Kuranów i Turowo, które wyłączono z miasta Mszczonów, w tymże powiecie. Dla gromady ustalono 24 członków gromadzkiej rady narodowej.
29 lutego 1956 do gromady Radziejowice przyłączono wieś Karolinowo z gromady Kuklówka Zarzeczna w tymże powiecie.
31 grudnia 1959 do gromady Radziejowice przyłączono obszar zniesionej gromady Kuklówka Zarzeczna (bez wsi Czarny Las i Makówka) w tymże powiecie.
31 grudnia 1961 z gromady Radziejowice wyłączono obszar o nazwie Turowo-Stegny, włączając go do miasta Mszczonów w tymże powiecie i województwie.
Gromada przetrwała do końca 1972 roku, czyli do kolejnej reformy gminnej. 1 stycznia 1973 w powiecie grodziskomazowieckim reaktywowano gminę Radziejowice.